# Ernst von Kirchberg

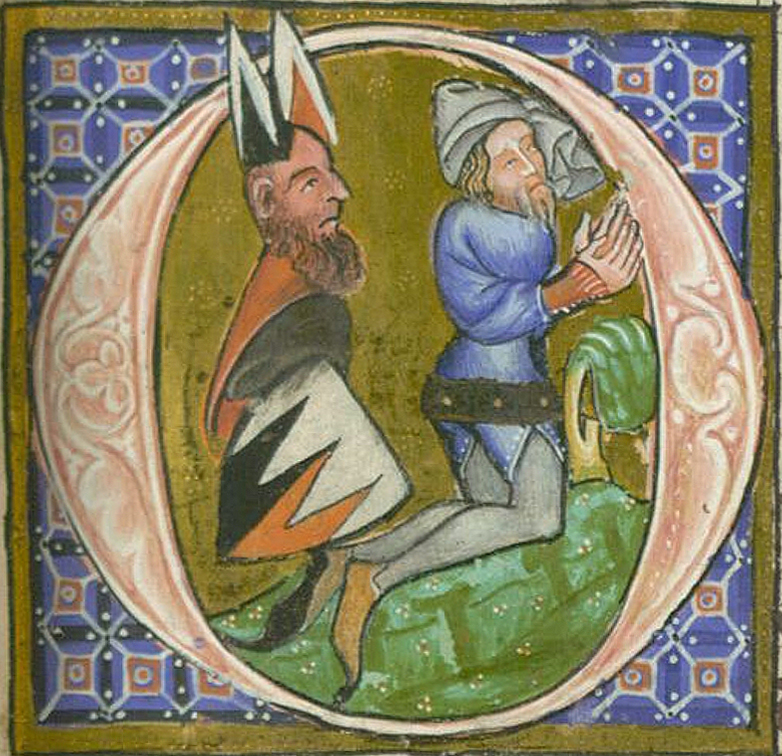
Ernst von Kirchberg (rechts), in seiner Mecklenburgischen Reimchronik

Ernst von Kirchberg (* im 14. Jahrhundert in Thüringen oder der Prignitz; † nach 1379) war ein Reimchronist und Buchmaler des Mittelalters, der in Mecklenburg wirkte.

## Leben und Werk

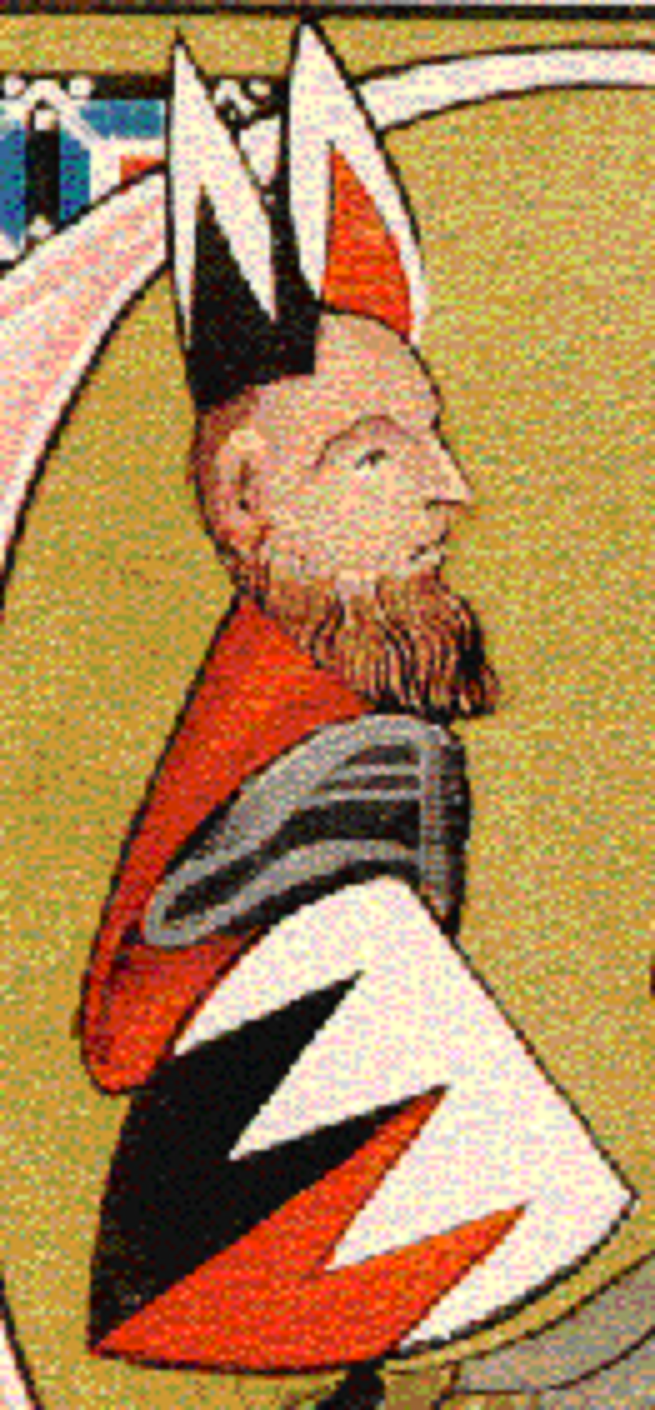
Wappen des Ernst von Kirchberg, Angehöriger der schwarzen Linie des Geschlechts Kerberg, die Jahrhunderte hindurch auf Krümmel in Mecklenburg saß

Ernst von Kirchberg soll um 1378 aus Anlass der Vermählung von Herzog Albrecht II. von Mecklenburg mit Adelheid von Hohnstein aus seiner Heimat Thüringen an den mecklenburgischen Hof gekommen sein. So erklärt man seine Verwendung der oberdeutschen Sprache. Andere Autoren vermuten unter Berufung auf sein Porträt mit Familienwappen in der Einleitung der Chronik eine Zugehörigkeit zur ritterschaftlichen Familie von Kerckberch aus der Prignitz. Werner Knoch hingegen sieht ihn als Mitglied einer edelfreien Familie aus dem niederhessischen Kirchberg. Urkundliche Belege oder Erwähnungen außerhalb der Chronik sind nicht bekannt.
Im Auftrag des Herzogs setzte Ernst die lateinische Chronica Slavorum des Helmold von Bosau in mittelhochdeutsche Verse. Er stellte das aus 110 Kapiteln (17.000 Verse) bestehende Werk – wohl im Kloster Doberan als dem damaligen geistigen Zentrum Mecklenburgs – noch vor dem Tod Albrechts am 18. Februar 1379 fertig. Es folgt eine Geschichte Mecklenburgs in 85 Kapiteln (etwa 9.000 Verse), die aufgrund verschiedener Quellen (Chronik Arnold von Lübeck, Sächsische Weltchronik, Doberaner Genealogie, Protokoll des Augustin von Stargard) erstellt wurde und bis zum Tod Herzog Heinrichs II. 1329 reicht. Die Handschrift ist auf 232 Pergament-Blättern im Format 43 × 32 cm geschrieben und mit reichhaltiger Buchmalerei im böhmischen Stil (Beziehung zum luxemburgischen Kaiserhaus) geschmückt. Dazu zählen das ganzseitige Widmungsbild (Bl. 1v) und 15 ca. acht Zeilen hohe Deckfarbeninitialen. Diese sind nur bis Blatt 42va ausgeführt; der ausgesparte Raum für weitere 46 Deckfarbeninitialen lässt vermuten, dass das Werk unabgeschlossen blieb. Vermutlich sollte es bis zur Regierungszeit Albrechts reichen.
Die Absicht des Werks liegt darin, das alte herzogliche Geschlecht, dessen königlicher Ursprung vom sagenhaften Abodritenkönig Billug aus der Zeit Kaiser Ottos I. behauptet wird, seine Gleichrangigkeit mit dem dänischen Königshaus und die Bedeutung des gewonnenen Großreiches herauszustellen. Die Christianisierung Mecklenburgs wird nicht als von Heinrich dem Löwen erzwungen, sondern als eigene Leistung der Dynastie dargestellt. Die späteren Historiker Albert Krantz und Nicolaus Marschalk fußen teilweise auf der Reimchronik.
Heute befindet sich die Handschrift im Landeshauptarchiv Schwerin.

## Werke
- Mecklenburgische Reimchronik – Volldigitalisat in der Digitalen Bibliothek Mecklenburg-Vorpommern